# Tuerca de tornillo de potencia

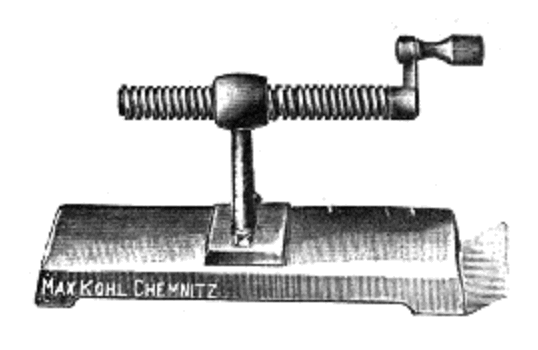
Tuerca de tornillo de potencia con movimiento de avance restringido, el avance es del tornillo de potencia accionado por manivela.

En mecánica, la tuerca de tornillo de potencia es un elemento de máquina formado por una tuerca que junto al tornillo de potencia forman un mecanismo que genera movimiento de avance de uno u otro dependiendo de a cual se le restringe el movimiento avance.

## Descripción
Es una de las seis máquinas simples clásicos. La forma más común consiste en un eje cilíndrico como una rosca. El tornillo de potencia pasa a través de la tuerca que rosca en el husillo. Cuando el husillo gira avanza en una proporción del paso de la rosca por vuelta de husillo.

Tuerca de tornillo de potencia sin movimiento de avance restringido, el avance es de la tuerca de tornillo de potencia.

Del mismo modo si el husillo se fija longitudinalmente, su rotación da lugar al desplazamiento de la tuerca, como se ve en la animación.